# Крандола Валсасина
Кра̀ндола Валса̀сина (на италиански: Crandola Valsassina, до 1962 г. и още днес на западноломбардски: Crandola, Крандола) е село и община в Северна Италия, провинция Леко, регион Ломбардия. Разположено е на 780 m надморска височина. Населението на общината е 259 души (към 2014 г.).